# Зезулін-Ніжши
Зезулін-Ніжши (пол. Zezulin Niższy) — село в Польщі, у гміні Людвін Ленчинського повіту Люблінського воєводства.
Населення — 369 осіб (2011).

## Демографія
Демографічна структура станом на 31 березня 2011 року:
|          | Загалом | Допрацездатний вік | Працездатний вік | Постпрацездатний вік |
| -------- | ------- | ------------------ | ---------------- | -------------------- |
| Чоловіки | 192     | 55                 | 118              | 19                   |
| Жінки    | 177     | 46                 | 98               | 33                   |
| Разом    | 369     | 101                | 216              | 52                   |